# Nyirád Racing Center
A Nyirád Racing Center Nyirádon, a Balatontól mindössze 25 km-re elhelyezkedő autóverseny-pálya. Közép-Európa egyik legtradicionálisabb rallycross és autocross pályája, amely az országos bajnoki futamok és amatőr versenyek mellett otthont ad az FIA Rallycross Világbajnokságnak valamint az Európa-bajnokságnak, illetve az FIA Autocross Európa-bajnokságnak is.

## Története
A nyirádi versenypálya már az első magyar rallycross bajnoki sorozatban is fontos megálló volt, hiszen az ország első pályái közé tartozik. Itt rendeztek Magyarországon először FIA Rallycross Európa-bajnoki fordulót, illetve FIA Autocross Európa-bajnoki futamot 2006-ban.
A nyirádi versenypálya a köznyelvben “Vörös Katlanként” is szerepel. Az elnevezést a pálya zömét borító vörösbauxitról kapta. A Nyirád Racing Centert technikás kanyarjai mellett ezen sajátossága is különlegessé teszi.

## A pálya jellemzői

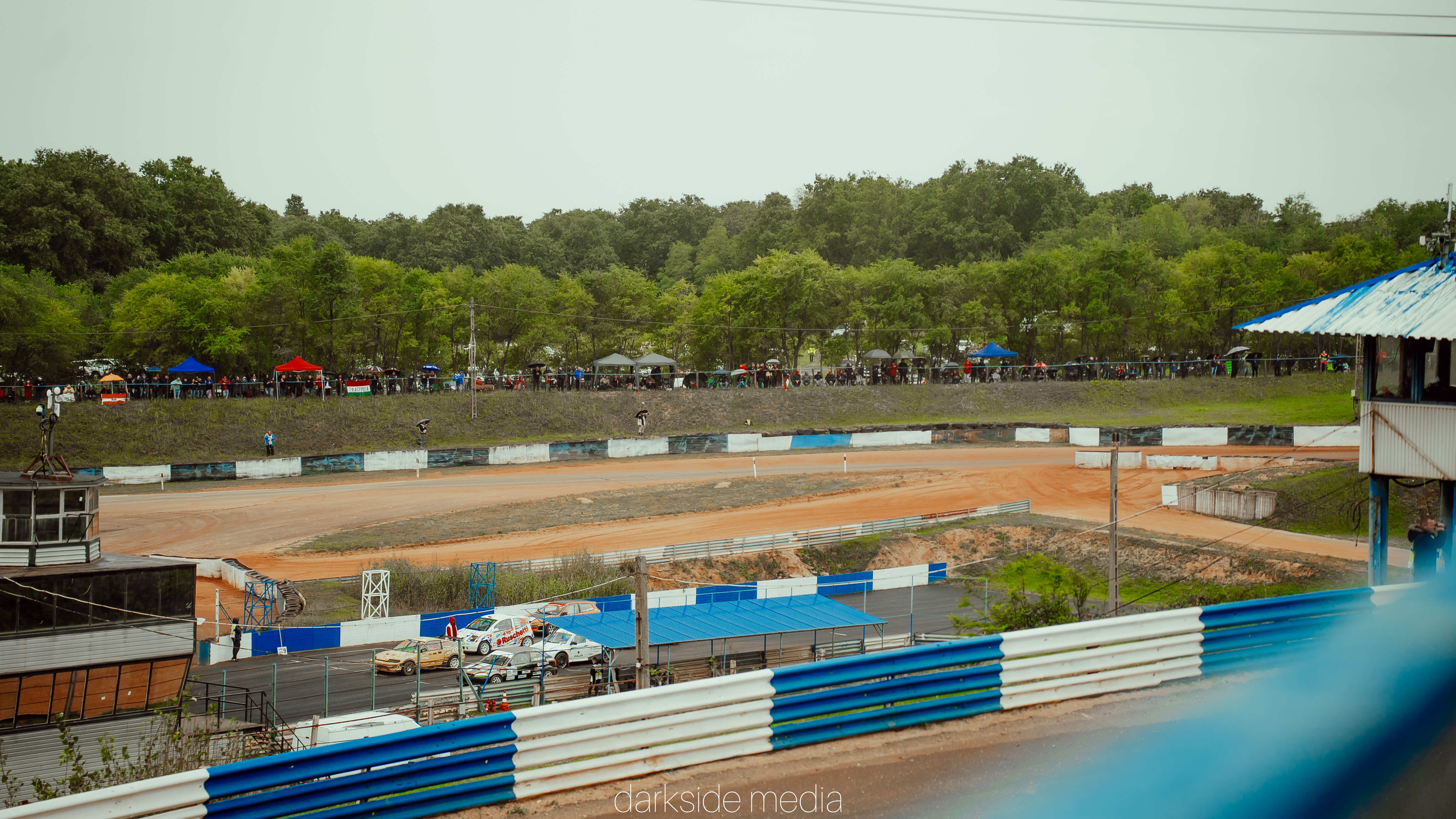
A Vörös Katlan

### Rallycross
A rallycross-versenypálya szélessége jellemzően 12–16 méter közötti, a rajtnál 15 méter. Egy kör 1220 méter, joker körrel a pályahossz 1290 méterre nő. A verseny a pályán az óramutató járásával ellentétes irányban halad. A pilóták az egyes körök alatt 48%-ban murván, 52%-ban aszfalton küzdenek egymással.

### Autocross
Az autocross-versenypálya nyomvonala némileg eltér a rallycross nyomvonalától. A pályahossz ez esetben 1040 méter. A pálya néhol 23 méter széles, egyes helyeken azonban csak 12 méteres, míg a rajtnál 15 métert számlál.

## Versenyek

### Rallycross futamok

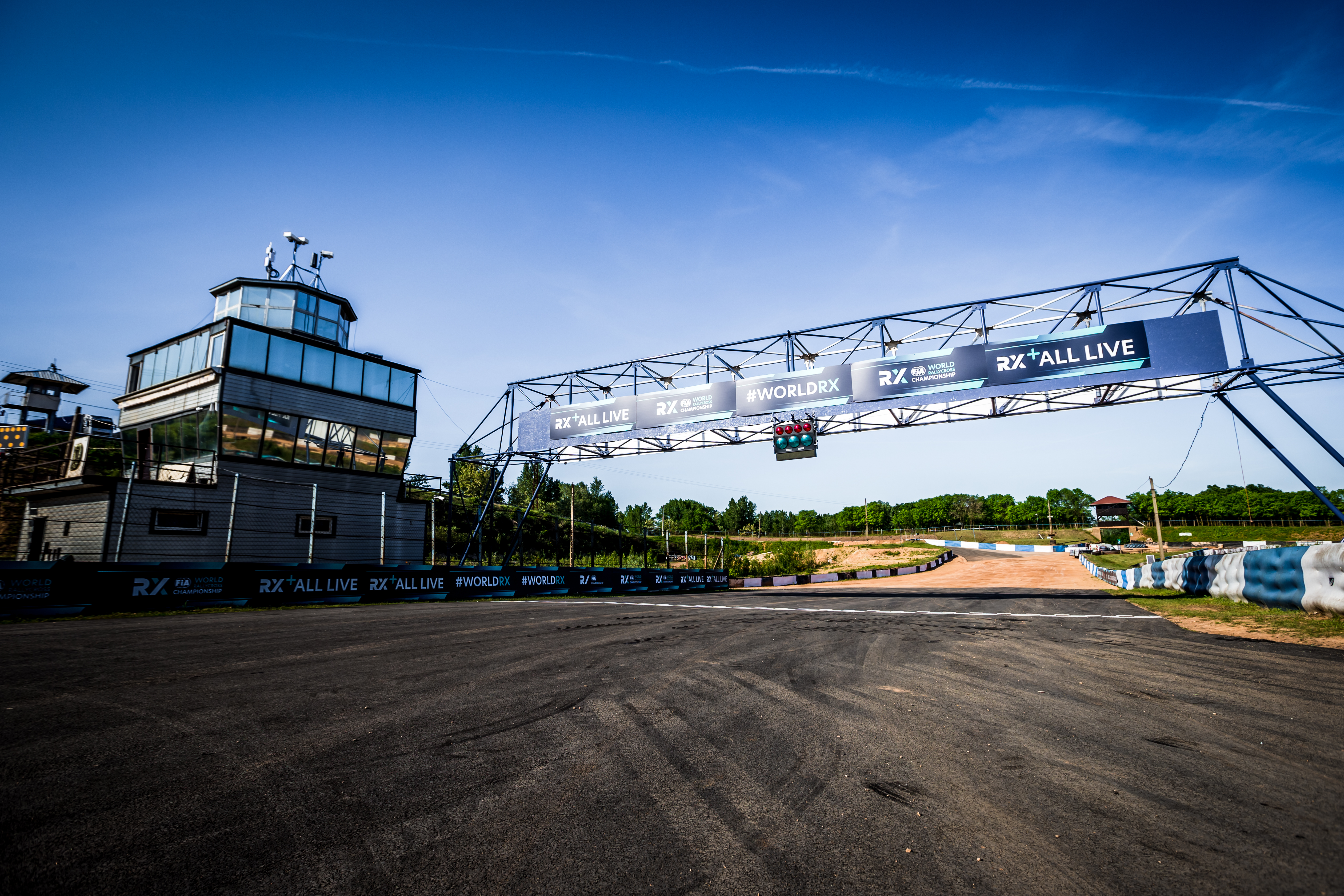
Euro RX of Hungary 2022 Nyirád

A nyirádi rallycross-pályán először 2006-ban rendeztek FIA Rallycross Európa-bajnoki futamot, amit aztán egy év kihagyással további hat kontinens bajnoki verseny követett. 2006 és 2010 között minden évben otthont adott a „Vörös Katlan” az Európa-bajnoki vetélkedésnek, ahol szép magyar sikerek is születtek.
A rallycross sok más autósport kategóriához hasonlóan Angliából indult világhódító útjára. A cél egy a nézők számára mindenhonnan látható verseny létrehozása volt, ami televíziós közvetítésre is alkalmas. Az első próbálkozások 1967-ben történtek, az FIA pedig majd egy évtizedet követően, 1976-ban fogadta be versenysorozatai közé amolyan kupa jelleggel. A nemzeti bajnokságok ekkor kezdődtek Európában, az első Európa-bajnoki sorozat pedig nem sokkal később, 1979-ben lett kiírva. Magyarországon 1984-ben rendezték az első meghívásos versenyt, 1986-ban pedig az első bajnokságot. Az első Európa-bajnoki futamra azonban innentől számítva két évtizedet kellett várnia a sportág hazai rajongóinak.
Az FIA Rallycross Európa bajnokság tehát 2006-ban debütált Magyarországon a nyirádi pályán három kategóriában. 
A királykategóriának számító Divízió 1-ben a svéd Sverre Isachsen diadalmaskodott egy Ford Focus-szal, a magyar közönség azonban két másik magyarra fókuszált: az első magyar bajnokra és egyben Eb-pontszerzőre, azaz Maruzsi Lászlóra valamint Harsányi Zoltánra. Előbbi a 14. helyen végzett, utóbbi pedig a 15. pozícióban. A Divízió 1/A-ban lengyel siker született Krzysztof Groblewski révén, de volt magyar pontszerző is Fekete Istvánnak köszönhetően. A Divízió 2-ben ekkor alapozta meg népszerűségét a magyar publikum körében Roman  Častoral, miután a cseh nyerte a kategóriát. Az igazi szenzációt ifjabb Bánkuti Gábor szolgáltatta a negyedik helyével, míg Csernyik István ugyan csak a 12. pozíciót csípte el Nyirádon, a bajnokság pontversenyében azonban az előkelő 8. helyen végzett.
2007-ben egy másik svédet koronáztak meg a Divízió 1-ben; Michael Jernberg utasította maga mögé a vetélytársakat, míg Harsányi Zoltán a 13. helyen zárta a futamot. A Divízió 1/A-ban a francia Olivier Bossard győzött természetesen francia autóval, egy Citroennel. Gorácz Béla is megszerezte első Európa-bajnoki pontját, ami 16. pozíciót ért. A Divízió 2-ben Častoralt ezúttal sem lehetett letaszítani a dobogó tetejéről, Bánkuti Gábor azonban pont nélkül maradt.
2008-ban a Divízió 1-ben tovább folytatódott a svéd dominancia, Kenneth Hansen végzett elsőként, Harsányi kilencedik lett, Kotán pedig 14. helyen zárta a versenyt. A Divízió 1/A-ban a finn Jussi Pinomäki szerzett rajongókat, és persze az elsőségért járó 20 pontot. Bánkuti Gábornak is sikerült pontokat gyűjteni, azonban addigi legjobbjától jócskán elmaradva csak 13. lett, míg Gorácz Béla a 15. pozícióban fejezte be a versenyt. A Divízió 2-ben folytatódott  Častoral sikerszériája, a cseh zsinórban harmadszor nyert Nyirádon, a magyarok közül pedig Répási Róbert 11., míg Kékesi Attila 12. lett.
2009-ben sem szakadt meg a svédek győzelmi sorozata a Divízió 1-ben, 2009 után ismét Michael Jernberg állhatott a dobogó tetejére, Kiss László pedig a 14. helynek örülhetett. A Divízió 1/A-ban a két évvel korábbi győztes ismételt, ebben a kategóriában Olivier Bossard jegyezte újabb győzelmét Nyirádon, a Divízió 2-ben pedig a belga Jos Sterkens előzött meg mindenkit, véget vetve Častoral remek sorozatának, aki nem fért be az első háromba sem.
2010-ben is maradt a svéd hegemónia a Divízió 1-ben, mert az első nyirádi győztes, Sverre Isachsen ismételt, míg Harsányi Zoltán ezúttal 14. helyen végzett. A Divízió 1/A-ban a cseh Jaroslav Kalny iratkozott fel új emberként a nyirádi győztesek listájára, Bánkutinak pedig be kellett érnie a 15. pozícióval. A Divízió 2-ben Častoral ezúttal is lemaradt a dobogóról, a norvég Lars Oivind Enerberg nyerte a kategóriát.             
2011-ben Nyirádon nem rendeztek Európa-bajnoki futamot, 2012-ben azonban diadalmas volt a visszatérés, mert az „Év versenye” címet kapta a „Vörös Katlanban” rendezett futam. Erre a szezonra megváltozott a kategóriák elnevezése, a királykategóriát immáron SuperCars-nak hívták, ahol a feltörekvő új sztár, Timur Timerzyanov nem talált legyőzőre a Citroen DS3-mal. Négy magyar is indult a leggyorsabb autók küzdelmében, ahol Vass Zoltán a szenzációs 9. helyet csípte el, Harsányi Zoltán a 13., Vnoucsek László a 15., Mózer Attila pedig a 16. pozícióban végzett. A Super 1600-as kategóriában a norvég Andreas Bakkerud diadalmaskodott a Renault Twingóval, Lajos Gyula pedig a 12. lett a Volswagen Polo-val. A legkisebb kategóriában, a Touring Cars-ban az ír Derek Tohill győzedelmeskedett a Ford Fiestával, Anton Marklund és Roman Častoral állhattak még dobogóra.
2013-ban visszatértek a svédek a királykategória élére, és újra egy Citroen DS3-at vezető pilóta aratott sikert a SuperCars kategóriában. Ezúttal Timmy Hansen örülhetett az elsőségnek. A legjobb magyarnak a 10. helyezett Harsányi Zoltán bizonyult, Mózer Attila 11. lett, Vass Zoltán pedig a 14. pozícióban zárt. A Super-1600-ban a lett Preinis Nitiss győzött, a négy magyar indulóból Lajos Gyula végzett a legelőkelőbb pozícióban, aki 10. lett. Bánkuti Gábornak a 11., Gorácz Bélának a 14., Újházi Bélának pedig 16. hely jutott. A  Touring Cars kategóriában Derek Tohill ismételt a Fiesta volánjánál, Fodor György pedig a remek 8. pozíciót szerezte meg a Peugeot 206-tal.
Ezt követően 8 év szünet következett, ám 2022-ben ismét ellátogatott a megújult Európa-bajnoki sorozat Nyirádra.

#### Rallycross Eb-futam 2022
2013 után tért vissza a „Vörös Katlanba” az FIA Rallycross Európa-bajnokság mezőnye a bajnokság nyitófordulója keretében. A két kategória közül az Euro RX1-ben húsz, az Euro RX3-ban pedig 11 pilóta küzdött egymással. Az összesen 31 induló több mint egynegyede magyar volt.
Az Euro RX1-ben a legnagyobb sztárnak számító Anton Marklund számításait senki nem volt képes keresztülhúzni. Kvalifikációs futamok, elődöntő vagy éppen döntő – mind egyre ment, a kétszeres Európa-bajnok az összes futamát megnyerte. A fináléban Enzo Ide is pusztán egyetlen körön át reménykedhetett, a Joker-kör teljesítését követően azonban újfent csak a második helyre sorolt be, mögötte Ulrik Linnemann végzett harmadikként.
A királykategóriába nevező öt magyar pilóta közül hárman jutottak el az elődöntőig, a döntőben azonban egyiküknek sem szurkolhatott a lelkes nézősereg. Összesítésben Kárai Tamás szerezte meg a legelőkelőbb pozíciót, nyolcadik helyen végzett az Audi S1-gyel. Egy futamtól eltekintve az összesben, így az elődöntőben is a legkedvezőtlenebb rajtpozícióból startolt, ahol korai Joker-körrel próbálkozott, de ez sem hozott sikert. A végén még egy kavics is eltalálta a fékcsövet, így reménytelenül üldözte a második helyért Fucikot.
Kárai mögött Mózer Márk volt a másik legeredményesebb magyar az összetettben megszerzett 12. helyezésével. Káraival azonos elődöntőbe került, és a reményteli második pozícióban haladt, azonban a negyedik körben elkövetett egy vezetői hibát, ami szó szerint kerékbe törte a szép zárás lehetőségét a Peugeot 208 versenygéppel.
Kiss László sem tudta befejezni az elődöntőt, az már kevés vigaszt jelentett számára, hogy nem önhibájából. Príma rajtot követően kétszer is ütközött, majd amikor meg akarta előzni a defekttel küzdő Patrick O’Donovant, az ír nemes egyszerűséggel nekiment, és kiütötte a Peugeot 208 jobb hátsó kerekét.
Mózer Attila vesztét Gagacki okozta a harmadik előfutamban, miután a lengyel megtámasztotta autója hátulját a magyar pilóta Ford Fiestáján, Mózernek így nem maradt esélye az elődöntőre.
Koncseg Zoltán egy banális hiba miatt maradt le az előfutamokat követő újításról, az ún. progression race-ről. Miután késve ért a rajtelőkészítőbe, piros lámpát kapott a versenyre. Előtte a harmadik előfutamban túl szűkre vett egy kanyart, ráadásul leesett az Audi A1 turbócsöve is.
Az Euro RX3-ban, azaz a kétkerékhajtású autók mezőnyében az elmúlt szezon második helyezettje, Kobe Pauwels a döntő elején még koccant is az Audival, ám az utolsó körben óriásit autózva előzte meg a Skodával a Joker-köréről már csak másodiknak visszatérő cseh Jan Cernyt, míg a harmadik a portugál Joao Ribeiro lett az Audi A1-gyel.
A kategória három magyar pilótája közül a legnagyobb Európa-bajnoki rutinnal bíró Szíjj Zsolt jutott a legelőrébb; összesítésben a hatodik helyen végzett. Az első elődöntőben Szíjj megtartva rajtpozícióját az előkelő harmadik helyet csípte el, de váltig állította, ha szombaton nem zárják ki, vasárnap ott lett volna a döntőben. Ugyanebben az elődöntőben szerepelt a némi szerencsével előfutamot nyerő Répási Róbert is, de a vetélytársakénál fejletlenebb technikával nem volt sansza a fináléra. Ferjáncz András beállítási gondokkal küzdött, és éppen kezdett összeállni az autó, amikor a progression futamban hibázott, és kiesett a futóműve.
Rallycross Eb-futam 2023
A pálya kritikus pontjainak felújítása, vadonatúj nézőtér, mindenki számára nyitott paddock valamint ünnepélyes megnyitó Tapolcán – ezek voltak az FIA Rallycross Európa-bajnokság nyirádi fordulójának legfontosabb újításai. 2022 után ismét a „Vörös Katlan” adott otthont a kontinensvetélkedő nyitófordulójának, ahol még az előző évinél is több magyar, szám szerint tíz hazai versenyző állt rajthoz a két kategóriában. Közülük hárman debütáltak az Eb-porondon, és hogy mennyire nem vallottak szégyent, arra bizonyság, hogy az ERX1-ben illetve az ERX3-ban a legjobb magyar eredményt produkálva megkapták a „Hétvége Versenyzője” címet, és az ezzel járó ingyen gumiszettet is, ráadásul mindannyian döntőbe is kerültek.
Az Euro RX1-ben a címvédő Anton Marklund az első szabadedzést követően azt nyilatkozta az új Ford Fiestáról, hogy ez „a legrosszabb autó, amit valaha is vezetett.” Ehhez képest a második szabadedzésen már övé volt a legjobb idő, majd folytatódott a hullámvasutazás, mert a harmadik előfutamban ütközött, a negyediken pedig el sem tudott indulni. Éppen csak bejutott az elődöntőbe, ahonnan aztán beverekedte magát a döntőbe is. Tavalyi győzelmét azonban nem ismételhette meg, mert Jānis Baumanis ezúttal ellenállhatatlanul autózott a Peugeot 208-sal. A lett pilóta rendkívül kiegyensúlyozottan teljesített; a harmadik előfutamban a leggyorsabb volt, az első elődöntőben pedig ő érte el az egész versenyhétvége legjobb idejét, és igazából a döntőben sem akadt olyan riválisa, aki ténylegesen megszorongatta volna. Marklundnak győzelemmel ért fel a második hely, harmadikként pedig némi meglepetésre azt a Patrick O’Donovan-t intették le, aki folyamatosan gyorsult az ex-Hansenes Peugeot 208-sal.
A magyarok közül az Európa-bajnokságon bemutatkozó Benyó Máté jutott a legtovább. Az újonc meg sem állt a döntőig, ahol pedig biztonságot szem előtt tartó, okos autózással a remeknek mondható ötödik pozícióban végzett. Kiss László az elődöntő negyedik helyén végezve éppen csak lecsúszott a fináléról az ebben a mezőnyben igencsak korosnak számító Peugeot 208-cal, összetett nyolcadik helye így is kiválónak volt mondható. Kárai Tamás új Audi S1 autója az utolsó pillanatban készült el, az ötszörös magyar bajnok pedig leginkább ennek itta meg a levét, mert folyamatosan technikai problémákkal küzdött. Ennek dacára is volt esélye a döntőre, mert az első elődöntőben egy ideig a továbbjutást érő második pozícióban haladt, ám a Marklunddal vívott kakaskodásban ő húzta a rövidebbet. Az ütközés miatt utolsó lett, és még megrovást is kapott, ami az összetettben a 11. helyet jelentette. Kárait legfeljebb az vigasztalhatta, hogy régi autójával a norvég világsztár, Andreas Bakkerud döntőbe került, ott azonban felettébb vigyázott az Audi S1-re, így csak hatodik lett. A Mózer család egész hétvégén küzdött a technikával, Mózer Attila végül a 13., míg fia, Márk a 14. pozícióban zárt. Koncseg Zoltánnal is kibabrált a versenygép, mert hol az Audi gázpedálja önállósította magát, hol pedig a vízpumpa mondta fel a szolgálatot, így be kellett érnie a 18. hellyel.     
Az Euro RX3-ban a Volland Audikkal az előfutamok során nem tudott mit kezdeni a mezőny, mert mind a négy előfutamban egy-egy pilótájuké volt a legjobb idő. A döntőben is elvitték az első két helyet, a nagy esélyes Damian Litwinowicz nyert Espen Isaksætre előtt. A harmadik helyre azonban egy Eb-újonc érkezett Körmöczi Balázs személyében, aki már az előfutamok során megmutatta oroszlánkörmeit, majd taktikus versenyzéssel elsőként ért célba az első elődöntőben, megelőzve például a tavaly itt második Jan Černý-t. A Dominik Senegacnik építette Volswagen Polo olyannyira remekül muzsikált Körmöczi alatt, hogy Benyó Máté mellett ő kapta a „Hétvége Versenyzője” titulust. A döntőben egy másik magyarnak is szurkolhatott az ezúttal is népes publikum. Ficza Ferencet az első napon még jócskán hátráltatta a Suzuki elektronikai problémája, a megjavított autóval viszont második lett a második elődöntőben. A fináléban végül a kitört a jobb első kerék miatt nem ért célba, így hatodikként végzett. Szíjj Zsolt kiváló joker taktikával a harmadik legjobb időt futotta az első előfutamban, ám a folytatásban rendre húsdarálóba került. Az elődöntőben éppen lemaradt a fináléról, összességében a hetedik pozíciót csípte el. A pályafutása utolsó versenyét teljesítő Répási Róbertre nem volt tekintettel a Škoda Fabia, miután két előfutamban technikai hiba folytán rajthoz sem tudott állni, és végül a 13. helyen fejezte be a kilencedik Nyirádon rendezett rallycross Európa-bajnoki futamot. 
Rallycross vb-futam és Eb-futam 2024
Ebben az esztendőben a Kárai Trans World RX of Hungary először szerepelt a világbajnokság naptárában, miután az előző két évben sikeres FIA Rallycross Európa-bajnoki futamokat rendeztek a Nyirád Racing Centerben. A „Vörös Katlannak” is nevezett pálya 2006-tól 2013-ig egy év kihagyással hét alkalommal is vendégül látta a kontinens rallycross elitjét, így a világbajnoki debütálás mellett 2024-ben egyben a tizedik Európa-bajnoki versenyt rendezték Nyirádon.
Ha pusztán csak a nézők, illetve a magyar indulók számában mérnék a sikert, akkor az elismerés már előre garantált volt, hiszen a versenyre nevezett 46 pilótából 16 a hazaiak közül került ki. Többen első bálozónak számítottak a mezőnyben. Held Zoltán például az 50. születésnapját szerette volna emlékezetessé tenni a vadonatúj Skoda Fabiával, ám tervei szó szerint füstbe mentek, miután az autó kigyulladt. Az Euro RX1-ban szintén újoncnak számított Antal István, aki összesítésben a dicséretes 12. helyet csípte el Kárai Tamás korábbi Audijával – közvetlenül maga mögé utasítva Kiss Lászlót és az Európa-bajnokságon régi motoros Mózer Attilát. A kategória többi magyar versenyzője közül Mózer Márk tizedik lett, a két előfutamot is nyerő Koncseg Zoltán pedig - éppen csak lecsúszva a döntőről – hetedikként végzett. A döntőbe jutott viszont Kárai Tamás és Benyó Máté, akik végletekig kiélezett csatában az utolsó körben akadtak össze, miután Kárai éppen visszatért a Joker körről. Az audis húzta a rövidebbet a versenybalesetnek minősített ütközésben, így a fináléban az utolsó, azaz a hatodik helyen végzett, míg Benyó harmadikként ért célba a győztes Patrick O’Donovan és a nagy visszatérő Yury Belevskiy mögött. A Korda Racing versenyzője sorozatos balszerencséje után pályafutása első Európa-bajnoki dobogóját ünnepelhette.
Az Euro RX3-ban a 14 fős mezőny közel felét tették ki a hazai pilóták. Végh Tamás bakancslistáján bevallottan szerepelt már korábban is az Európa-bajnoki megmérettetés, hozzá hasonlóan debütált a mezőnyben Trepák Andor is. Előbbinek be kellett érni a 14. hellyel, utóbbi viszont remek részeredményekkel az összetett értékelés kilencedik pozícióját csípte el. Az Európa-bajnokságon Höljesben harmadik hellyel bemutatkozó Kovács Sámuel elakadt a második elődöntőben, és csak a 12. helyen zárt, közvetlenül előtte pedig Ferjáncz András végzett. Az Euro RX1-hez hasonlóan a döntőben itt is két magyarnak szurkolhatott a nézősereg, ám az előző évben harmadik helyen végző Körmöczi Balázs számára műszaki hiba miatt hamar véget ért a finálé, és csak hatodik lett. A korábban a világbajnoki mezőnyben is versenyző, és hosszú kihagyást követően után újra volán mögé ülő Szabó Krisztián azonban felállhatott a dobogó legalsó fokára. Az Euro RX3 elődjének tekinthető Super 1600-as kategória korábbi kétszeres Európa-bajnoka két előfutamon is elsőként ért célba, az elődöntőben második lett, a döntőben pedig João Ribeiro és Nils Volland mögött intették le. A portugált a döntő után megbüntették a némettel való ütközés miatt, így végül Vollandot hirdették győztesnek.  
A teljesen elektromos kategóriában, az RX2e-ben Lajos Gyulának nem sok babér termett sem az előfutamokban, sem a döntőben, mentségére szóljon, hogy csak ismerkedő fázisban volt Zeroid X1-es versenygéppel. Nils Andersson azonban már túl volt a kezdeti lépéseken az autót illetően, a bajnoki címvédő hibátlan versenyhétvégét produkálva, veretlenül nyerte a nyirádi fordulót.
A leginkább várt World RX-ben egyetlen magyarként debütált a világbajnoki mezőnyben Wieszt Jankó, aki némi szerencsével ugyan, de első nekifutásra döntőbe került, és ha már ott volt, okos versenyzéssel a fantasztikus harmadik helyet csípte el. Ehhez persze kellett a címvédő Johan Kristofferson és Kevin Hansen ütközése is az első kanyarban, és jól jött az is, hogy Ole Christian Veiby pedig második kanyarban megforgatta Timmy Hansent. Wieszt a csatákból kimaradva meg tudta tartani harmadik helyét, és Szabó Krisztián után a második magyar világbajnoki dobogós lett. A "Technológiák Csatájának" első magyarországi fordulóját az elektromos autóval Niclas Grönholm nyerte Veiby előtt, az első döntőben sérült autója miatt csak ötödik Kristofferson a második fináléban azonban visszavágott. A hatszoros világbajnok oktatta a mezőnyt a robbanómotoros Volswagennel, a másodikként célba érő Veiby ugyanis majd 11 másodpercet kapott a csapattárstól, aki 43. világbajnoki futamgyőzelmét jegyezte ezzel, míg a harmadik a világbajnokság egyetlen hölgyversenyzője, Klara Andersson lett. Wieszt nem ismételhette meg bravúros szereplését, mert az elődöntőben Veiby meglökte, és a Renault Mégane nagy sebességgel a falban kötött ki, sőt, a pilótát később mentővel kellett kórházba szállítani. 

### Autokrossz futamok
Az autocross országos bajnokság először 2005-ben látogatott el a nyirádi pályára, egy évvel később pedig már Európa-bajnoki futamnak adott otthont a „Vörös Katlan.” Nyirád 2006 és 2018 között zsinórban 13 alkalommal szerepelt az Eb-naptárban, az országos bajnokságnak pedig kisebb-nagyobb kihagyásokkal az első futam óta emblematikus helyszíne. 2019 és 2021 között nem rendeztek országos bajnoki futamot a pályán, 2022-ben azonban visszatért Nyirádra az autocross. Ebben az esztendőben két fordulóban is versenyeztek a pilóták, egyik alkalommal hazai bajnoki és egyben zónaverseny is volt a futam.
Az első bajnoki futamot 2002-ben rendezték volna Nyirádon, az évad utolsónak szánt versenyét azonban törölték, csakúgy mint 2004-ben, így végül 2005-ben debütált az autocross a „Vörös Katlanban.” Az 1600 ccm alatti kategóriában, a Divízió 3/A-ban Ábrahám Károly győzött, a 4000 ccm alatti kategóriában, a Divízió 3-ban pedig Pap László végzett az élen. A Divízió 1-ben Madarász Zoltán, a Divízió 3N-ben Wéber Tamás, a junior mezőnyben pedig Siroki Máté diadalmaskodott. A következő években a magyar bajnokság keretei között külföldi pilóták is megmérették magukat, és 2022-re eljutott a szakág oda, hogy cseh illetve szlovák versenyzők lettek a magyar bajnokok.
Az Európa-bajnoki futamokon szép magyar sikerek is születtek az évek során. Ezek közül kiemelkedik Kárai Tamás 2007-es győzelme a Divízió 1-ben, egy évvel később pedig második helyezése ugyanebben a kategóriában, de emlékezetes volt Szabó Krisztián elsősége is a Buggy 1600-as kategóriában 2013-ban. Ugyanebben az esztendőben Kárai a Touring AX kategóriában, azaz a karosszériás autók versenyében állhatott a dobogó legfelső fokára. Szintén dobogós helyezésnek örülhetett Klenáncz Szabolcs, aki 2012-ben végzett harmadikként a Junior Buggy mezőnyben, ugyanekkor Lajos Gyula pedig második lett a Touring Autocross kategóriában. Kárai 2014-ben is nyerte a karosszériás autók versenyét, Ábrahám Károly pedig a királykategóriában, azaz a Super Buggy-ban a szenzációs negyedik helyet csípte el. Ebben a kategóriában, melyet korábban Divízió 3-nak neveztek, Bernd Stubbe számított a nyirádi pálya abszolút menőjének, a német ugyanis összesen hét alkalommal nyerte a legerősebb gépek csatáját. 
Autocross Eb-futam 2024
Nagy fába vágta a fejszéjét a Nyirád Racing Center szervező csapata, mivel nem egész három héttel a Magyarországon először rendezett rallycross világbajnoki futam után egy másik, az FIA égisze alatt zajló sorozat versenyhétvégéjének lebonyolítására vállalkozott. Az Autocross Európa-bajnokság mezőnye 5 év kihagyást követően látogatott el ismét a „Vörös Katlanba”. A nyirádi pálya 2006 és 2018 között minden esztendőben szerepelt a versenynaptárban, így 2024. augusztus 17-18-án immár 14. alkalommal ugráltak a „vasszöcskék” az egykori bauxitbánya területén. 
A tíz fordulóból álló Európa-bajnokság hetedik állomására hat magyar versenyző nevezett, közülük végül négyen mutathatták meg magukat a bombaerős mezőnyben. A már 81. évében járó Tóth Sándornak igazi jutalomjáték lehetett volna a szereplés, ám az autója dokumentációjával problémák adódtak, és a technikai ellenőrök végül nem engedték rajthoz állni, Istókovics Istvánnak pedig nem készült el időben a versenygépe.
A királykategóriának számító Super Buggy-ban így is két magyarnak szurkolhatott a publikum. Klenáncz Szabolcs az időmérő edzéseken a belocsolt pályával és a kormányszervó hibájával küzdött, és végül az elődöntőig jutott, ahol a balesetben megsérült versenygéppel a futam feladására kényszerült. Tóth Richárd már az előfutamokban is remekelt, az egyikben például maga mögé utasította a regnáló Európa-bajnokot, Petr Nikodémet. Az elődöntőben váltóprobléma hátráltatta, de így is kiharcolta a fináléba kerülést, ahol aztán a második körben összeütközött Nikodémmel. A találka következtében lelazult a fékcső, és csak a hátsó fék működött, ami természetesen fékezte az előre jutást, Tóth így hetedik helyen zárt a döntőben. A fináléban – némi meglepetésre - az előfutamokban egyáltalán nem villogó belga Michael Küches diadalmaskodott, megelőzve a holland Mike Bartelent, illetvr a cseh Zdeněk Antonyt.
A Buggy 1600-ban nem volt magyar induló, ám igazán izgalmas csatákat láthattak a nézők. A mezőny kiegyenlítettségét mi sem jellemzi jobban, minthogy a hetedik fordulóban a hetedik győztest avatták a kategóriában. Jakub Novotný gyakorlatilag végig dominálta a nyirádi fordulót, mert a három előfutam összesítéséből kettőben a leggyorsabbnak bizonyult, és az elődöntőben, valamint a döntőben sem talált legyőzőre. A cseh mellett két holland került még dobogóra Mervin Klaassen végzett a második, Bart van der Putten pedig a harmadik helyen.
A Junior Buggy kategóriában ifjabb Istókovics István próbálta felvenni a küzdelmet a legjobbakkal, ebben azonban gátolta őt a technika. A rajtoknál ugyanis rendre beragadt, mert letiltott a komputer, így viszont nem forgott le rendesen a motor. A döntőben végül a hetedik helyet tudta elcsípni, éppen azt a pozíciót, amellyel kezdte az idényt. A fináléban a francia Malone Feuillade lett a győztes, mögötte a cseh Martin Kolomý, illetve a holland Nathan Ottink következtek, azaz éppen azok a versenyzők, akik az összetettben is az első háromban voltak. 
A nyirádi forduló legtöbb pilótát számláló kategóriájában, a Cross Carban egyetlen magyarra várt a feladat, hogy helyt álljon a rendkívül népes, 29 fős mezőnyben. Baráti Tamás pedig nem riadt meg a feladattól, és élete legjobb versenyhétvégéjét teljesítette a Nyirád Racing Centerben. A 3. előfutamban a második helyen intették le, az elődöntőben pedig szinte minden pozícióban megfordulva kiharcolta a döntőbe jutást. A fináléban a hetedik pozícióból rajtolt, két kanyarral később azonban már a harmadik helyen fordult, de tudta, hogy sok van még hátra. Két körrel a vége előtt elakadt egy komolyabb gödörben, és visszaesett két pozíciót, ám az utolsó körben tudott még egyet előzni, és végül a szenzációs negyedik helyen ért célba. A kategóriát a spanyol Ivan Piña Chincilla nyerte a francia David Meat és a német Felix Buddelmeyer előtt. 
A Junior Cross Carban nem indult magyar versenyző, ebben a kategóriában a spanyol Daniel Gayoso Vázquez lett az első, megelőzve két belgát, Jordan Genten végzett a második, Lucas Cartelle pedig a harmadik helyen.
A Touring Autocross kategória betétfutamként szerepelt az Európa-bajnokság műsorában, ám az indulók igyekeztek szórakoztatni a közönséget, és ebben Lukáš Červený teljesített a legjobban a Škoda Fabia volánjánál. Az Európa-bajnoki szereplés kedvéért még a rallycross bajnokság greinbach-i fordulóját is kihagyó Palotás Péter - egyetlen magyarként – negyedikként zárt a Mitsubishi Lancer EVO VI versenygéppel. 
2025 - Ismét két világverseny a Nyirád Racing Centerben
Június 7-8. FIA Autocross Európa-bajnokság 
Július 19-20. FIA Rallycross Világbajnokság és Európa-bajnokság 

## Forrás
- https://nyiradracing.hu/palyarol/
- https://autocross.hu/bajnoksag
- https://mnasz.hu/hu/
- https://museum.rallycross.com/history/